# Ga Heungseon
Ga Heungseon (tiếng Hàn: 흥선역; Hanja: 興宣驛) là ga của Tuyến U ở Uijeongbu-dong, Uijeongbu, Gyeonggi-do, Hàn Quốc.

## Bố trí ga
| Tòa thị chính Uijeongbu ↑ |
| \| １                     |
| ↓ Uijeongbu Jungang       |

| １ | ← ●Tuyến Uijeongbu Hướng đi Balgok                                                   |
| ２ | → ●Tuyến Uijeongbu Hướng đi Sân ga tạm thời tại Depot đường sắt hạng nhẹ Uijeongbu → |

## Liên kết
- (tiếng Hàn) Thông tin ga Lưu trữ ngày 29 tháng 11 năm 2014 tại Wayback Machine từ Uijeongbu LRT Co. LTD.